# Pierre percée (Traves)
Pour les articles homonymes, voir Pierre percée.
La Pierre percée est le vestige d'un dolmen monolithe situé sur la commune de Traves , dans le département français de la Haute-Saône.

## Historique
La pierre est mentionnée dès 1866.
L'édifice fait l’objet d’un classement au titre des monuments historiques depuis le 7 septembre 1911.

## Description
La dalle-hublot est le vestige d'un dolmen qui fut édifié au point culminant d'un plateau dominant la rive gauche de la Saône à 250 m d'altitude. Le sommet et les deux faces de la pierre ont été bouchardés. La pierre est légèrement trapézoïdale. Elle mesure 2,05 m de large à la base et 1,25 m de hauteur pour une épaisseur moyenne de 20 cm. Elle correspond à la dalle-hublot qui séparait l'antichambre de la chambre funéraire. Le trou ovalaire en son centre permettait de faire passer le corps des défunts.
Des objets lithiques (fragment de meule en grès, morceaux de hache en aphanite, éclats de silex) ont été retrouvés dans les champs environnants.
La Pierre percée, située à Aroz à quelques kilomètres, possède des caractéristiques très proches.